# Cixius taiwana
Cixius taiwana är en insektsart som beskrevs av Tsaur 1991. Cixius taiwana ingår i släktet Cixius och familjen kilstritar. Inga underarter finns listade i Catalogue of Life.